# Mario Maranzana
Mario Maranzana (Trieste, 14 luglio 1930 – Roma, 11 gennaio 2012) è stato un attore, doppiatore, regista teatrale e drammaturgo italiano.

## Biografia
Nacque a Trieste il 14 luglio 1930 da madre sarda e padre veneto. Dopo il liceo classico si formò all'Accademia nazionale d'arte drammatica di Silvio D'Amico, sotto la guida di maestri come Sergio Tofano, Orazio Costa, Wanda Capodaglio e lo stesso D'Amico. Ancora studente, debuttò in teatro al Manzoni di Milano nello spettacolo I dialoghi delle carmelitane di Bernanos con la regia di Orazio Costa. Si diplomò nel 1954, e nello stesso anno firmò il suo primo contratto teatrale con la compagnia di Vittorio Gassman: recitò in Kean (1954) e in Edipo re (1955). Nell'estate 1955 fu chiamato a far parte della compagnia teatrale costituita da Lucio Ardenzi per una tournée in Sudamerica che rappresentò classici e novità italiane.
Al suo rientro in Italia, fu di nuovo nella compagnia di Gassman, nell'Amleto, la prima versione completa in Italia, che venne trasmessa anche dalla Rai. Nella stagione teatrale 1956/57 lavorò con La compagnia dei giovani (G. De Lullo, R. Falk, A.M. Guarnieri, R. Valli) in La bugiarda (1956), ll diario di Anna Frank (1957) e Irma la dolce (1958) e nel 1959 ricevette il Premio San Genesio per la caratterizzazione maschile nella commedia I diari di Pier Benedetto Bertoli. Nella stagione 1961/1962 fu con Ornella Vanoni, Paolo Ferrari e Paolo Carlini nella commedia di M. Achard L'idiota, messa in scena da Silverio Blasi con consenso di pubblico e di critica; nel 1964 venne scritturato dal Teatro Stabile dell'Aquila come interprete nella commedia di Pirandello L'uomo la bestia e la virtù e nel dramma di Ignazio Silone Ed egli si nascose.
Nel 1965 diede vita al personaggio televisivo per il quale sarà identificato per molto tempo: l'ispettore Lucas nella serie TV Le inchieste del commissario Maigret, a fianco di Gino Cervi e la regia di Mario Landi. Lo sceneggiato ebbe un tale successo da indurre la Rai a produrre nuove serie che andranno in onda negli anni successivi (1966, 1968 e 1972). 
Il 1967 fu l'anno del suo esordio cinematografico con Le due facce del dollaro di Roberto Bianchi Montero. Da allora l'attore si alternerà tra piccolo e grande schermo.
Furono circa 70 gli sceneggiati televisivi ed episodi di varie serie a cui partecipò: da Piccolo mondo antico (1957) e Ultima Boheme di Silverio Blasi (1957) alla produzione TV Puccini con Alberto Lionello, per la regia di Sandro Bolchi, (1973), a Anna Kulishoff di R. Guicciardini (1981), a La coscienza di Zeno di Bolchi (1988). Girerà molti film di vario genere, soprattutto verso la fine degli anni sessanta, fino agli anni più recenti: si ricordano Goodbye Mister Chips, di Herbert Ross (1969), Rosolino Paternò soldato di Nanni Loy (1970), Peccato d'amore (1973) di Robert Bolt, La pupa del gangster di Giorgio Capitani (1975 – con Sophia Loren e Marcello Mastroianni), La cicala di Alberto Lattuada (1980), La vera storia della Signora dalle Camelie di M. Bolognini (1981), La malattia del vivere. Esibizione di un medico dell'anima da lui stesso diretto e interpretato (1985), La Bohème di Luigi Comencini (1988), La via degli angeli di Pupi Avati (1999), Terapia Roosevelt di Vittorio Muscia (2006), L'uomo nero di Sergio Rubini (2009).

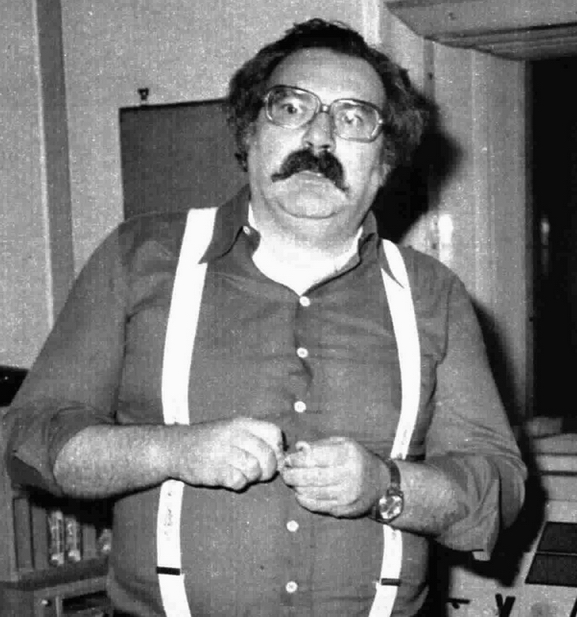
Mario Maranzana nel 1975

Come regista teatrale, nella stagione 1969/70 diresse e interpretò, in coppia con Renato De Carmine, la commedia di Luigi Pirandello O di uno o di nessuno al Flaiano di Roma. Ancora nel 1970 mise in scena per il Festival dei Due Mondi di Spoleto, in prima mondiale, la commedia di Italo Svevo L'avventura di Maria, con Franca Nuti, premiata quell'anno con il Premio San Genesio. Nel 1974, in occasione del cinquantesimo anniversario della morte di Giacomo Matteotti, Maranzana allestì a Milano per conto del Comune uno spettacolo che debuttò con grande successo di pubblico al Teatro Nuovo. È dello stesso periodo Manzoni chi era costui?, dedicato al grande scrittore. Questi furono anche gli inizi, per Maranzana, dell'attività di autore, che svolgerà proficuamente negli anni a venire. Il suo testo La malattia del vivere, esibizione di un medico dell'anima, sulla riforma sanitaria, rappresentato a teatro nel 1983, verrà prodotto due anni dopo dalla Rai come film per la Mostra del Cinema di Venezia. Qualche anno prima, inoltre, nel 1977, aveva ottenuto ottime critiche come regista e attore, nel ruolo del poeta Dino Campana, in Quasi un uomo di Gabriel Cacho Millet. Il lavoro, che debuttò nel Teatro degli Animosi a Marradi, paese natale del poeta, diventò oggetto di seminario all'Università di Roma e di rappresentazione a Parigi sotto gli auspici dell'UNESCO, entrando poi nel circuito nazionale. Nel 1989 venne riproposto anche al Teatro Ghione.
Dopo molteplici esperienze radiofoniche, nel 1975 Maranzana fu animatore protagonista della storica rubrica mattutina Voi e io, sul Programma Nazionale Radiorai tutti i giorni dal lunedì al sabato dalle 9 alle 11 per un mese intero (agosto 1975), trasmissione nella quale si avvicendarono i nomi più significativi del teatro italiano. Furono oltre una trentina le commedie e le trasmissioni culturali a cui partecipò alla radio, come autore e conduttore. I primi anni ottanta segnarono un'importante tappa della sua carriera teatrale. Scritturato dal Teatro Stabile Friuli Venezia Giulia di Trieste per le stagioni 1981/82 e 1982/83, interpreterà ruoli di primo piano: in Das Kapital, testo di Curzio Malaparte proposto e riadattato da lui stesso; in Bouvard et Pecuchet di Flaubert. Nel 1983 concluse la sua collaborazione con lo Stabile dopo aver allestito una commedia in dialetto triestino di Italo Svevo, Conzai per le feste, che ha successo presso il pubblico triestino.
Dalla seconda metà degli anni Ottanta, Maranzana collaborò con il Teatro Ghione: fu regista ed interprete de Il gabbiano di Anton Čechov (1985/86), del già citato Quasi un uomo di G. Cacho Millet (1988/89) e de Play Strindberg di Friedrich Dürrenmatt (1984/85); fu interprete in L'avventura di Maria di Italo Svevo (1985/86), in L'uomo la bestia e la virtù (1988/89) e in Così è (se vi pare) (1989/90) di Luigi Pirandello. Di questi anni è anche la messa in scena del suo testo Dramatis persona in persona (1988) ed anche di Aldo Moro: i giorni del no, in cui Maranzana mise in risalto la drammatica solitudine umana e politica dello statista assassinato dalle Brigate Rosse (1986).
Anche negli anni novanta l'attività teatrale di Maranzana fu intensa: Molto rumore per nulla di William Shakespeare (1991/92), La vedova scaltra di Carlo Goldoni (1992/93), Così è (se vi pare) di Luigi Pirandello (1994/95, 1995/96); John Gabriel Borckman di Henrik Ibsen, (1996/97) e I giganti della montagna di L. Pirandello (1999/2000). Negli anni settanta e ottanta svolse anche attività di doppiaggio. Per la CVD lavorò in film di registi del calibro di Visconti, Fellini, Kubrick, Antonioni, Mel Brooks. Prestò la voce a diversi attori come Michael Bates in Arancia meccanica di Stanley Kubrick (1971), a Kenneth Mars nel ruolo dell'ispettore Kemp in Frankenstein Junior di Mel Brooks (1974), a Leonard Rossiter in quello del Capitano John Quin in Barry Lyndon, ancora di Kubrick (1975), e a Jim Dale nel film Elliott, il drago invisibile (1977).
Affascinato dall'opera di Carlo Goldoni, nel bicentenario dalla morte del commediografo (1993) Maranzana scrisse tre testi in dialetto veneziano, ispirati a Mémoires  e rappresentati in Italia e all'estero, insieme al lungo monologo Roma de' Papi e de' comedie. Come andare da Venezia a Parigi passando per Roma. Emigrazione di un commediografo gentiluomo (Roma, Montréal, Toronto), L'amico raguseo (Ragusa) e Ma vie n'est pas important (Festival di Avignone). Nell'estate romana del 1995 mise in scena Santa opera buffa, un testo ricavato dalla lettura degli atti di beatificazione di San Filippo Neri. Nel 1996 fu diretto da Giorgio Strehler in L'anima buona di Sezuan, di Bertold Brecht, la cui prima rappresentazione si tenne al Teatro Studio di Milano.
Appassionato d'opera, nella stagione 2000/01 fu interprete in Bella figlia dell’amore (Quartet) di R. Harwood, con Anna Proclemer, Lauretta Masiero e Mino Bellei, diretto da P. Rossi Gastaldi, ultima produzione di Lucio Ardenzi. Nel 2002 tornò a recitare a Trieste, al Politeama Rossetti, aprendo la stagione 2002/03 con una produzione del Teatro Stabile del Friuli-Venezia Giulia, Storie delle Maldobrie di Carpinteri e Faraguna, diretto da Antonio Calenda. Della stessa stagione, è anche la sua interpretazione in La mostra, spettacolo scritto dal concittadino Claudio Magris. 
Nel 2002 Maranzana pubblicò due libri: Esilio infantile (GET Torino), in cui rievocò la sua infanzia e adolescenza a Trieste attorno agli anni della Seconda guerra mondiale e, di seguito, Trieste emigrata (Demetra Giunti, 2002).
Maranzana si dedicò con passione anche ad un'intensa attività di promozione culturale in Italia e all'estero, tenendo seminari in università e lezioni sui grandi autori classici italiani e stranieri, attività iniziata negli anni settanta e proseguita con l'intrattenersi costante di rapporti tra l'attore e le istituzioni culturali. Nel 2005 ricevette come riconoscimento per le sue attività artistiche e culturali l'onorificenza di Cavaliere di Gran Croce Ordine al Merito della Repubblica Italiana e, nello stesso anno, la consegna da parte di Trieste del Sigillo trecentesco della città. Nel 2007 ritornò a Milano e debuttò in prima nazionale al Teatro Grassi come protagonista in un suo adattamento dal libro La fine è il mio inizio, di Tiziano Terzani, con la regia di Lamberto Puggelli: sua era la parte di Terzani, mentre quella del figlio Folco era di Roberto Andreoli, suo allievo alla Scuola del Piccolo. Il lavoro venne presentato in vari teatri italiani e Maranzana si distinse come attore meritando il Premio Enriquez.
Nell'aprile del 2010 fu ancora autore, regista ed interprete di Allora io, al Teatro Ghione, una specie di autobiografia che racconta le tappe della sua carriera. Nello stesso anno, ottantenne, partecipò agli eventi culturali in occasione dell'EXPO di Shanghai mettendo in scena un testo da lui scritto per celebrare la figura di Matteo Ricci, dal titolo Un gesuita alla corte imperiale, Matteo Ricci da Macerata a Pechino, in cui recitavano attori cinesi e italiani. A dicembre 2011 entrò nel cast della fiction Rai Un matrimonio, diretta da Pupi Avati, ma morì prima di iniziare le riprese, l'11 gennaio 2012.

## Filmografia

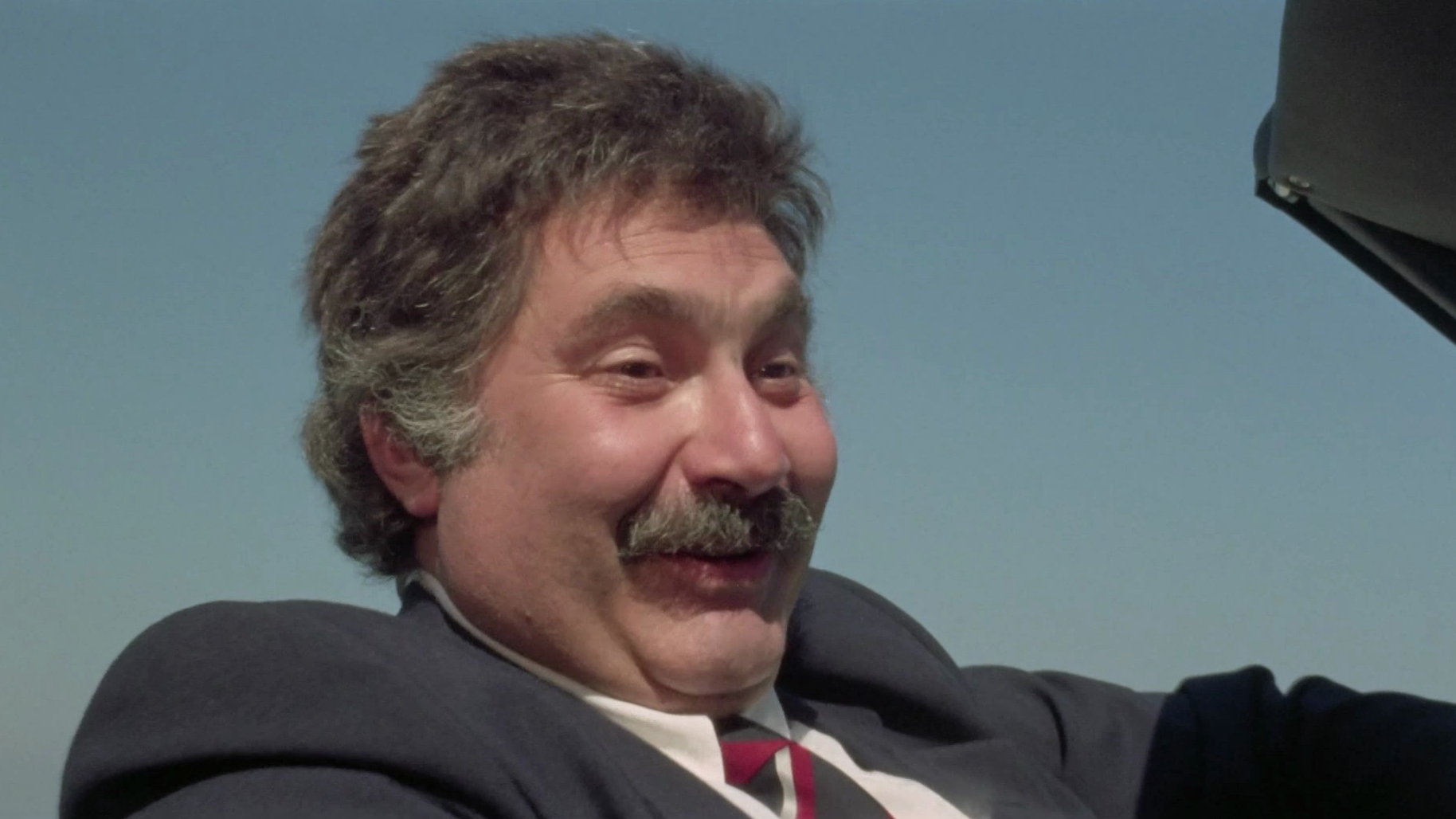
Mario Maranzana ne La vedova inconsolabile ringrazia quanti la consolarono (1973)

Mario Maranzana in Interno di un convento (1978)

### Cinema
- Un dollaro di fuoco (Un dólar de fuego), regia di Nick Nostro (1966)
- I barbieri di Sicilia, regia di Marcello Ciorciolini (1967)
- Le due facce del dollaro, regia di Roberto Bianchi Montero (1967)
- Vivo per la tua morte, regia di Camillo Bazzoni (1968)
- Scacco internazionale, regia di Giuseppe Rosati (1968)
- Ciccio perdona... Io no!, regia di Marcello Ciorciolini (1968)
- I nipoti di Zorro, regia di Marcello Ciorciolini (1968)
- Il sole è di tutti, regia di Domenico Paolella (1968)
- Goodbye Mr. Chips, regia di Herbert Ross (1969)
- Rosolino Paternò, soldato, regia di Nanni Loy (1970)
- Ma che musica maestro, regia di Mariano Laurenti (1971)
- Le belve, regia di Giovanni Grimaldi (1971) - (segmento "Processo a porte chiuse")
- L'etrusco uccide ancora, regia di Armando Crispino (1972)
- Il Decamerone proibito, regia di Carlo Infascelli e Antonio Racioppi (1972)
- Peccato d'amore (Lady Caroline Lamb), regia di Robert Bolt (1972)
- La vedova inconsolabile ringrazia quanti la consolarono, regia di Mariano Laurenti (1973)
- La pupa del gangster, regia di Giorgio Capitani (1975)
- Conviene far bene l'amore, regia di Pasquale Festa Campanile (1975)
- Le dolci zie, regia di Mario Imperoli (1975)
- Il girasole (Napraforgó), regia di Gergely Horváth (1976)
- Scandalo in famiglia, regia di Marcello Andrei (1976)
- Bruciati da cocente passione, regia di Giorgio Capitani (1976)
- La pretora, regia di Lucio Fulci (1976)
- Una donna chiamata Apache, regia di Giorgio Mariuzzo (1976)
- Frittata all'italiana, regia di Alfonso Brescia (1976)
- Le calde notti di Caligola, regia di Roberto Bianchi Montero (1977)
- L'inquilina del piano di sopra, regia di Ferdinando Baldi (1977)
- Un cuore semplice, regia di Giorgio Ferrara (1977)
- Interno di un convento, regia di Walerian Borowczyk (1978)
- Incontri molto ravvicinati... del quarto tipo, regia di Mario Gariazzo (1978)
- Concorde Affaire '79, regia di Ruggero Deodato (1979)
- La cicala, regia di Alberto Lattuada (1980)
- Il giorno del Cobra, regia di Enzo G. Castellari (1980)
- Tranquille donne di campagna, regia di Claudio Giorgi (1980)
- La storia vera della signora dalle camelie, regia di Mauro Bolognini (1981)
- Bim Bum Bam, regia di Aurelio Chiesa (1981)
- Ladies & Gentlemen, regia di Tonino Pulci (1984)
- La bohème, regia di Luigi Comencini (1988)
- La via degli angeli, regia di Pupi Avati (1999)
- Terapia Roosevelt, regia di Vittorio Muscia (2006)
- L'uomo nero, regia di Sergio Rubini (2009)

### Televisione
- Piccolo mondo antico, regia di Silverio Blasi (1957)
- Racconti dell'Italia di ieri – La paura, regia di Flaminio Bollini (1961)
- La pazza di Chaillot, regia di Sandro Bolchi (1961)
- Il cuore impulsivo, regia di Claudio Fino (1963)
- Il successo, regia di Giorgio De Lullo (1963)
- Il malato immaginario, regia di Silverio Blasi (1963)
- Il matrimonio, regia di Pietro Sharoff e Livia Eusebio (1963)
- Il collegio degli scandali, regia di Flaminio Bollini e Carla Ragionieri (1964)
- Il giornalino di Gian Burrasca, regia di Lina Wertmüller, episodio Cominciano i guai (1964)
- Le inchieste del commissario Maigret, regia di Mario Landi (1964-1972)
- La figlia del capitano, regia di Leonardo Cortese (1965)
- Breve gloria di mister Miffin, regia di Anton Giulio Majano (1967)
- Di fronte alla legge (Niente per Salomone – L'imputato), regia di Gianfranco Bettetini (1967)
- Addio giovinezza!, regia di Antonello Falqui (1968)
- La donna di quadri, regia di Leonardo Cortese (1968)
- Stasera Fernandel, episodio Il frac, regia di Camillo Mastrocinque (1969)
- Rebecca, regia di Eros Macchi, trasmesso il 26 agosto 1969
- Giocando a golf una mattina, regia di Daniele D'Anza (1 episodio, 1969)
- Sior Todero Brontolon, di Carlo Goldoni, regia di Carlo Lodovici, (1969)
- D’Artagnan (Serie, 1969-70, 4 Episodi)
- Nero Wolfe, regia di Giuliana Berlinguer (Serie, 1971), Sfida al cioccolato
- Puccini, regia di Sandro Bolchi, (1973)
- Il caso Lafarge (Serie, 3 episodi), regia di Marco Leto (1973)
- Processo per l’uccisione di Raffaele Sonzogno giornalista romano, regia di Alberto Negrin (1975)
- La Venere d'Ille, regia di Mario Bava (1979)
- Anna Kuliscioff, regia di Roberto Guicciardini (1981)
- Il Santo (Un mondo d'amore), regia di Gianluigi Calderone (1984)
- La malattia del vivere, di Mario Maranzana, regia di Mario Maranzana (1985)
- I ragazzi della 3ª C – serie TV, 4 episodi (1987)
- Diciottanni - Versilia 1966, registi vari (serie 1988)
- La coscienza di Zeno, regia di Sandro Bolchi (1988)
- Cerco l'amore, regia di Marcello Fondato - miniserie Tv (1988)
- Dio ci ha creato gratis, regia di Antonio Antonucci - miniserie TV, 2 puntate (1998)
- S.P.Q.R. - serie TV, 13 episodi (1998)
- Lo zio d'America - serie TV, 8 episodi (2002)

## Teatro
- Edipo Re di Sofocle, regia di V. Gassman, Teatro di Roma, 1954/55
- Kean di Alexandre Dumas, regia di V. Gassman, Teatro di Roma, 1954/55
- Amleto di W. Shakespeare, regia di V. Gassman, Teatro di Roma, 1954/55
- Irma la dolce di A. Breffort, regia di V. Gassman e L. Lucignani, Teatro di Roma, 1956/57
- La bugiarda di D. Fabbri, regia di G. De Lullo, Teatro di Roma, 1956/57, 1958/59
- Agosto in città da Formiche di A. Nicolaj, regia di M. Maranzana, Teatro Stabile della Città di Trieste, Estate 1958
- Il diario di Anna Frank, regia di G. De Lullo, Teatro Eliseo di Roma 1956/57
- I diari, di Pier Benedetto Bertoli, regia di Alberto Bonucci, Milano, Teatro Nuovo, 3 maggio 1959.
- Avevo più stima dell'idrogeno di C. Terron, regia di M. Maranzana, Teatro Stabile della Città di Trieste, 1959/60
- I venditori di Milano di Ottiero Ottieri, regia di V. Puecher, Teatro Gerolamo di Roma, 1960
- Tre quarti di luna, di Luigi Squarzina, regia di Fulvio Tolusso, Teatro Stabile Friuli-Venezia Giulia di Trieste, 1961/62
- L'idiota di M. Achard, regia di Silverio Blasi, Tournée italiana, 1961/62
- L'avventura di Maria di Italo Svevo, regia di M. Maranzana, Teatro Stabile dell'Aquila, 1966
- L'uomo, la bestia e la virtù di Luigi Pirandello, regia di M. Maranzana, Teatro Stabile dell'Aquila, 1967
- La maschera e il volto di L. Chiarelli, regia di Ruggero Jacobbi, Teatro Stabile Friuli-Venezia Giulia di Trieste, Teatro Nuovo di Milano, 1966/67
- O di uno o di nessuno di L.Pirandello, regia di M. Maranzana, Teatro di Roma, 1969/70
- Don Giovanni involontario di V. Brancati, regia di G. Albertazzi, Teatro Stabile Friuli-Venezia Giulia di Trieste, 1972/73
- La sentenza di C. Fontana, regia di M. Maranzana, Teatro Nuovo di Milano, 1973
- Manzoni, chi era costui? di Mario Maranzana e R. Pagan, regia di M. Maranzana, Teatro Quartiere di Milano, 1973
- Casa di bambola di H. Ibsen, regia di F. Macedonio, Teatro Stabile Friuli-Venezia Giulia di Trieste, 1973/74
- Il delitto Matteotti di M. Maranzana, regia di M. Maranzana, Teatro Nuovo di Milano, giugno 1974
- Quasi un uomo. Visita al poeta Dino Campana nel manicomio di Castel Pulci di G. C. Millet, regia di M. Maranzana, Teatro degli Animosi di Marradi, luglio 1974 - Teatro Stabile Friuli-Venezia Giulia di Trieste 1977/78
- La conversazione continuamente interrotta, di Ennio Flaiano, regia di Luciano Salce, Teatro di Roma, 1976/77
- La battaglia di Benevento di F. D. Guerrazzi, regia di Ugo Gregoretti, Comune di Benevento, Associazione culturale La Cittadella dello Spettacolo, 1977/78
- Das Kapital di Curzio Malaparte, traduzione e adattamento di Mario Maranzana, regia di F. Giraldi, Teatro Stabile Friuli-Venezia Giulia di Trieste, 1981/82
- L'affare Danton di S. Przbyzewska, regia di A. Wajda, M. Karpinski, Teatro Stabile Friuli-Venezia Giulia di Trieste, 1981/82
- Conzai per le feste di Italo Svevo, adattamento e regia di M. Maranzana, Teatro Stabile Friuli-Venezia Giulia di Trieste, 1982/83
- Bouvar e Pecuchet di G. Flaubert, regia di G. Pampiglione, Teatro Stabile Friuli-Venezia Giulia di Trieste, 1982/83
- La malattia del Vivere. Esibizione di un medico dell'anima di M. Maranzana, regia di M. Maranzana, Teatro di Roma, 1983/84
- Il gabbiano di Anton Cechov, regia di M. Maranzana, Teatro Ghione di Roma, 1984/85
- La brocca sciolta di Menandro, regia di Stefano Satta Flores, Istituto Bartolo Longo di Roma, 1984
- L'avventura di Maria di Italo Svevo, regia di E. Fenoglio, Teatro Ghione di Roma, 1984/85
- Play Strindberg di F. Dürrenmatt, regia di F. Però, Teatro Ghione di Roma, 1984/85
- Aldo Moro - I giorni del no di M. Maranzana, regia di A. Zucchi, Sala Umberto Roma, 1988
- Dramatis persona in persona, Scritti sparsi di Gerardo Guerrieri, adattamento e regia di M. Maranzana, Centro Teatro Ateneo di Roma, 1988
- San Rocco legge la lista dei miracoli e degli orrori di E. Isgrò, regia di U. Gregoretti, Festival di Benevento, 1988
- Così è (se vi pare) di Luigi Pirandello, regia di O. Costa Giovangigli, 1995/96
- Molto rumore per nulla di William Shakespeare, regia di E. Fenoglio, Teatro Ghione di Roma, 1991/92
- La vedova scaltra di Carlo Goldoni, regia di A. Zucchi, Teatro Ghione di Roma, 1991/92
- Roma de' Papi e de' comedie di M. Maranzana, regia di M. Maranzana, Teatro Ghione di Roma – Toronto, Montreal, Ottawa 1993
- Ma vie n'est pas importante di M. Maranzana, regia di M. Maranzana, Theatre Art di Avignone, Teatro Ghione di Roma, 1993
- L'amico raguseo di M. Maranzana, regia di M. Maranzana, Ragusa, 1993
- Santa opera buffa di M. Maranzana, regia di M. Maranzana, Estate romana. I giardini della Filarmonica, 1995
- L'anima buona di Sezuan di B. Brecht, regia di G. Strehler, Teatro Studio di Milano, 1995/96
- John Gabriel Borkman di H. Ibsen, a cura di M. Maranzana e I. Ghione, Teatro Ghione di Roma, Teatro La Pergola di Firenze gennaio 1998, Tournée italiana 1996/97, 1997/98
- I giganti della montagna di L. Pirandello, regia di M. Maranzana e I. Ghione, Teatro Ghione di Roma 1999/00
- Gli anni del giubileo di G. Mazzella, regia di G. Mazzella, Teatro di Roma, 1999/00
- Bella figlia dell'amore (Quartetto) di R. Howard, regia di P. Rossi Gastaldi, Teatro Manzoni di Milano, 2000/01
- Storie delle maldobrie di L. Carpinteri e M. Faraguna, regia di A. Calenda, Teatro Stabile Friuli-Venezia Giulia di Trieste, 2002/03
- La mostra di C. Magris, regia di A. Calenda, Teatro Stabile Friuli-Venezia Giulia di Trieste, 2002/03, Tournée italiana 2005/06
- Brundibar di H. Krasa, adattamento e regia di M. Maranzana, Auditorium Parco della Musica di Roma, 2004
- La fine è il mio inizio di T. Terzani, adattamento di M. Maranzana, regia di L. Puggelli, Teatro Grassi di Milano, Tournée italiana 2007/08
- Verdi supremo anelito, (dalle lettere di Aldo Oberdorfer) adattamento e regia di M. Maranzana Montreal, Dante Alighieri Academy di Toronto, Ottawa – Teatro Politeama Rossetti di Trieste, 2011
- Allora io di M. Maranzana, regia di M. Maranzana, Teatro Ghione di Roma, Aprile 2010
- Un gesuita alla corte di Pechino. Matteo Ricci da Macerata a Pechino di M. Maranzana, regia di M. Maranzana, Expo 2010, Chinatown, Shanghai, giugno 2010

## Doppiaggio

### Cinema
- Kenneth Mars in Frankenstein Junior, Scuola di polizia 6 - La città è assediata
- Leo McKern in Laguna blu, Il fratello più furbo di Sherlock Holmes
- Luke Askew in Easy Rider
- Jim Dale in Elliott il drago invisibile
- Slim Pickens in 1941 - Allarme a Hollywood
- Herbert Lom in Allan Quatermain e le miniere di re Salomone
- Pat Morita in La battaglia di Midway[1]
- Jack Weston in Fiore di cactus
- Lou Frizzell in Chi è l'altro?
- Leonard Rossiter in Barry Lyndon
- Mauro Mendonça in Donna Flor e i suoi due mariti
- Jacques Henri Lartigue in Ginger e Fred
- Jacques Weber in Cyrano de Bergerac
- Patrick Godfrey in La leggenda di un amore - Cinderella
- Carlos Lasarte in Nameless - Entità nascosta

### Televisione
- Vic Tayback in Alice (st. 7-8)
- Hans Heinz Moser in L'arca del dottor Bayer

### Cartoni animati
- Moe in I 3 marmittoni
- Dott. Snuggles in L'impareggiabile dottor Snuggles
- Tigro in Tigro e Winny-Puh a tu per tu

## Opere
- 1973 Manzoni, chi era costui? – Autore
- 1974 Il delitto Matteotti – Autore
- 1974 Quasi un uomo, Visita al poeta Dino Campana nel Manicomio di Castel Pulci di Gabriel Cacho Millet – Traduzione e adattamento
- 1981 Das Kapital di Curzio Malaparte – Adattamento
- 1983 Conzai per le feste di Italo Svevo – Adattamento 1
- 1983 La malattia del vivere. Esibizione di un medico dell’anima – Autore – Premio IDI Novità italiana
- 1988 Aldo Moro - I giorni del no - Autore
- 1988 Dramatis persona in persona, Scritti sparsi di Gerardo Guerrieri – Adattamento
- 1993 Roma de' Papi e de' comedie – Autore
- 1993 Ma vie n'est pas importante – Autore
- 1993 L'amico raguseo – Autore
- 1995 Santa opera buffa – Autore
- 2006 All'ombra di Mozart – Autore – Fra i finalisti del 33º premio Fondi La Pastora
- 2007 La fine è il mio inizio di Tiziano Terzani – Adattamento
- 2008 Esame di Maturità – Autore – Premio Betti
- 2008 Fuga a due voci – Autore
- 2011 Verdi supremo anelito – adattamento (da Autobiografia dalle lettere di Aldo Oberdorfer)

## Libri
- Esilio infantile, Edizioni GET, 2002.
- Trieste emigrata, Demetra Giunti, 2002.

## Riconoscimenti
- 1959 – Premio San Genesio
- 1984 – Premio IDI
- 2005 – Premio Internazionale "MONDOLIBRO"
- 2008 – Premio Enriquez